# Sistemados pelo crucifa
Sistemados pelo crucifa è un album del gruppo hardcore punk Ratos de Porão, pubblicato nel 2001. In realtà non si tratta di un vero "nuovo" album, ma di una riproposizione del loro disco di debutto Crucificados pelo sistema. I brani sono stati riarrangiati e risuonati seguendo l'evoluzione stilistica della band, la track list è infatti quasi del tutto uguale alla prima versione. Dopo l'ultima traccia, si può ascoltare per intero la versione originale dell'album Crucificados pelo sistema.

## Tracce
1. Morrer (Dying) - 1:56
2. Caos (Chaos) - 0:15
3. Guerra desumana (Inhaun War) - 1:20
4. Agressão/Repressão (Aggression/Repression) - 1:32
5. Obrigando a obedecer (Forcing to Obey) - 1:28
6. Asas da vingança (Wings of Revenge) - 1:08
7. Que vergonha (What a Shame) - 0:58
8. Poluição atômica (Atomic pollution) - 0:50
9. Pobreza (Poverty) - 1:01
10. F.M.I. (International Monetary Fund) - 1:22
11. Paranóia Nuclear (Nuclear Paranoia) - 0:51
12. Sistema de protesto (System of protest) - 1:12
13. Não me importo (I don't Care) - 1:19
14. Periferia (Shantytown) - 1:58
15. Sistemados Pelo Crucifa   - 0:56
16. Cérebos Atômicos (Atomic Brains) - 1:45
17. Eu Não Sei (I Don't Know) (più "Crucificados Pelo Sistema" versione originale) - 27:47

## Formazione

### InSistemados pelo crucifa
- Gordo: voce
- Jão: chitarra
- Fralda: basso
- Boka: batteria

### InCrucificados pelo sistema
- Gordo: voce
- Mingau: chitarra
- Jaba: basso
- Jão: batteria